# Jan Hendrik Voß
Jan Hendrik Voß ist ein deutscher Poolbillardspieler. Er gewann 2010 die Bundesmeisterschaft 10-Ball und wurde somit Deutscher Meister.

## Karriere
Bei der Bundesmeisterschaft 10-Ball 2010 gewann Voß das Finale gegen Manuel Ederer mit 9:5. Zuvor war Voß bei keiner Deutschen Meisterschaft unter die 16 besten Spieler gekommen. Bei der Bundesmeisterschaft 10-Ball 2011 gewann er die Bronze-Medaille, nachdem er im Halbfinale dem späteren Turniersieger Daniel Müller mit 0:9 unterlag.